# Dani Olmo
Daniel Olmo Carvajal (Tarrasa, Barcelona, 7 de mayo de 1998) es un futbolista español que juega de centrocampista en el F. C. Barcelona de la Primera División de España. Es internacional con la selección de España.

## Biografía
Es hijo de Miquel Olmo, exentrenador y exfutbolista que dirigió, entre otros equipos, al Girona F. C., Terrassa F. C. y C. E. Sabadell.
Dani Olmo llegó al F. C. Barcelona, en 2007, con nueve años, procedente del R. C. D. Espanyol. En agosto de 2014 decidió fichar por el Dinamo de Zagreb, cerrando así una etapa de siete temporadas en el club blaugrana.
El 7 de febrero de 2015, con 16 años, debutó en la Primera Liga de Croacia frente al Lokomotiva. Tras dos años en los que alternó el filial con el primer equipo, se consolidó en el Dinamo Zagreb en la campaña 2017-18.
El 20 de septiembre de 2018, marcó y dio una asistencia en su debut en la fase de grupos de la Liga Europa frente al Fenerbahçe S. K. (4-1). En diciembre de 2018 fue elegido como jugador del año en Croacia. El 15 de mayo de 2019 alcanzó los cien partidos oficiales con el equipo azul en el triunfo por 3 a 1 ante el H. N. K. Gorica. Al término de la campaña fue elegido como mejor jugador y mejor jugador joven de la liga croata.
Entre julio y agosto de 2019, disputó cinco encuentros clasificatorios para la fase de grupos de la Liga de Campeones, en los que logró tres goles y tres asistencias que permitieron alcanzar el objetivo de jugar la fase de grupos.
El 25 de enero de 2020, el R. B. Leipzig hizo oficial su fichaje hasta junio de 2024. En esos cuatro años y medio disputó 148 partidos, en los que marcó 29 goles y dio 30 asistencias, y ayudó al equipo a conseguir en dos ocasiones la Copa de Alemania y una Supercopa de Alemania.
El 9 de agosto de 2024, diez años después de su marcha, regresó al F. C. Barcelona con un contrato hasta 2030. Hizo su debut el día 27 del mismo mes frente al Rayo Vallecano y anotó el tanto del triunfo. Marcó en sus tres primeros partidos, en el último de los cuales sufrió una lesión que lo tuvo un mes parado. A final de año pudo quedar libre al no poder seguir siendo inscrito por los problemas de la entidad con el fair play financiero de LaLiga. A pesar de varios intentos de ajustar su economía, el club no logró liberar suficiente margen salarial para registrarlo de nuevo, aunque finalmente sí pudo hacerlo tras recibir la cautelar del CSD.

## Selección nacional
Fue internacional sub-16, sub-17 y sub-18 con la selección española.
En octubre de 2018, tras dos años sin ir convocado, fue llamado por Luis de la Fuente para participar en dos encuentros con la selección sub-21. El 19 de junio marcó su primer gol con la sub-21 en el triunfo ante Bélgica (2-1) de la segunda jornada de la Eurocopa sub-21. Una semana más tarde anotó en la goleada en semifinales frente a Francia (4-1). El 30 de junio marcó el segundo tanto de la final ante Alemania (2-1), siendo además elegido como mejor jugador de la final.
Inició la clasificación para la Eurocopa sub-21 de 2021, como capitán, logrando tres goles en los dos primeros partidos frente a Kazajistán (0-1) y Montenegro (2-0).
El 8 de noviembre de 2019 fue convocado por primera vez con la absoluta para los partidos de clasificación para la Eurocopa 2020 ante Malta y Rumania. Debutó el 15 de noviembre ante Malta y anotó el quinto gol de la victoria por 7-0 de España poco después de entrar al campo tras sustituir a Álvaro Morata.
En 2022 acudió al Mundial de Catar. Marcó un tanto contra Costa Rica, el primero de la selección en el torneo y, a su vez, el número cien de España en la Copa del Mundo.
En la Eurocopa 2024 fue el máximo goleador, empatado con varios jugadores, con tres goles, uno en los octavos frente a Georgia, otro en los cuartos frente a Alemania y otro de ellos en la semifinal frente a Francia, que sirvió para ganar y clasificarse a la final. A parte de esto, realizó dos asistencias. En la final contra Inglaterra fue decisivo para conquistar el título, al despejar sobre la línea de gol y de cabeza el tanto que hubiera supuesto el empate inglés en el minuto 90.

## Estadísticas

### Clubes
Actualizado al último partido disputado el 16 de agosto de 2025.
| Club                                | Div.          | Temporada     | Liga  | Liga  | Liga   | Copas        | Copas        | Copas        | Internacional | Internacional | Internacional | Total | Total | Total  | Media goleadora |
| Club                                | Div.          | Temporada     | Part. | Goles | Asist. | Part.        | Goles        | Asist.       | Part.         | Goles         | Asist.        | Part. | Goles | Asist. | Media goleadora |
| ----------------------------------- | ------------- | ------------- | ----- | ----- | ------ | ------------ | ------------ | ------------ | ------------- | ------------- | ------------- | ----- | ----- | ------ | --------------- |
| G. N. K. Dinamo Zagreb · Croacia    | 1.ª           | 2014-15       | 5     | 0     | 0      | 0            | 0            | 0            | 0             | 0             | 0             | 5     | 0     | 0      | 0               |
| G. N. K. Dinamo Zagreb · Croacia    | 1.ª           | 2015-16       | 1     | 0     | 1      | 1            | 1            | 0            | 0             | 0             | 0             | 2     | 1     | 1      | 0.5             |
| G. N. K. Dinamo Zagreb II · Croacia | 2.ª           | 2015-16       | 15    | 1     | 0      | Inaccesibles | Inaccesibles | Inaccesibles | Inaccesibles  | Inaccesibles  | Inaccesibles  | 15    | 1     | 0      | 0.07            |
| G. N. K. Dinamo Zagreb II · Croacia | 2.ª           | 2016-17       | 10    | 2     | 0      | Inaccesibles | Inaccesibles | Inaccesibles | Inaccesibles  | Inaccesibles  | Inaccesibles  | 10    | 2     | 0      | 0.2             |
| G. N. K. Dinamo Zagreb · Croacia    | 1.ª           | 2016-17       | 14    | 1     | 5      | 4            | 3            | 0            | 0             | 0             | 0             | 18    | 4     | 5      | 0.22            |
| G. N. K. Dinamo Zagreb · Croacia    | 1.ª           | 2017-18       | 26    | 8     | 6      | 5            | 1            | 0            | 2             | 0             | 0             | 33    | 9     | 6      | 0.27            |
| G. N. K. Dinamo Zagreb · Croacia    | 1.ª           | 2018-19       | 25    | 8     | 3      | 3            | 1            | 0            | 16            | 3             | 6             | 44    | 12    | 9      | 0.27            |
| G. N. K. Dinamo Zagreb · Croacia    | 1.ª           | 2019-20       | 9     | 3     | 3      | 2            | 0            | 0            | 11            | 5             | 3             | 22    | 8     | 6      | 0.36            |
| G. N. K. Dinamo Zagreb · Croacia    | Total club    | Total club    | 80    | 20    | 18     | 15           | 6            | 0            | 29            | 8             | 9             | 124   | 34    | 27     | 0.27            |
| R. B. Leipzig · Alemania            | 1.ª           | 2019-20       | 12    | 3     | 1      | 1            | 1            | 0            | 2             | 1             | 0             | 15    | 5     | 1      | 0.33            |
| R. B. Leipzig · Alemania            | 1.ª           | 2020-21       | 32    | 5     | 9      | 6            | 1            | 0            | 8             | 1             | 0             | 46    | 7     | 9      | 0.15            |
| R. B. Leipzig · Alemania            | 1.ª           | 2021-22       | 19    | 3     | 3      | 4            | 1            | 1            | 8             | 0             | 1             | 31    | 4     | 5      | 0.13            |
| R. B. Leipzig · Alemania            | 1.ª           | 2022-23       | 23    | 2     | 5      | 5            | 3            | 4            | 3             | 0             | 1             | 31    | 5     | 10     | 0.16            |
| R. B. Leipzig · Alemania            | 1.ª           | 2023-24       | 21    | 4     | 5      | 1            | 3            | 0            | 3             | 1             | 0             | 25    | 8     | 5      | 0.32            |
| R. B. Leipzig · Alemania            | Total club    | Total club    | 107   | 17    | 23     | 17           | 9            | 5            | 24            | 3             | 2             | 148   | 29    | 30     | 0.19            |
| F. C. Barcelona · España            | 1.ª           | 2024-25       | 25    | 10    | 3      | 5            | 0            | 2            | 9             | 2             | 1             | 39    | 12    | 6      | 0.31            |
| F. C. Barcelona · España            | 1.ª           | 2025-26       | 1     | 0     | 0      | 0            | 0            | 0            | 0             | 0             | 0             | 1     | 0     | 0      | 0               |
| F. C. Barcelona · España            | Total club    | Total club    | 26    | 10    | 3      | 5            | 0            | 2            | 9             | 2             | 1             | 40    | 12    | 6      | 0.3             |
| Total carrera                       | Total carrera | Total carrera | 238   | 50    | 44     | 37           | 15           | 7            | 62            | 13            | 12            | 337   | 78    | 63     | 0.23            |
| 1. 2. 3.                            |               |               |       |       |        |              |              |              |               |               |               |       |       |        |                 |

### Selecciones

#### Participaciones en fases finales
| Torneo             | Sede     | Resultado        | Partidos | Goles |
| ------------------ | -------- | ---------------- | -------- | ----- |
| Eurocopa 2020      | Europa   | Semifinales      | 5        | 0     |
| JJ. OO. Tokio 2020 | Tokio    | Plata            | 6        | 1     |
| Mundial 2022       | Catar    | Octavos de final | 4        | 1     |
| Eurocopa 2024      | Alemania | Campeón          | 6        | 3     |

#### Goles internacionales
| Goles como internacional con la selección absoluta | Goles como internacional con la selección absoluta | Goles como internacional con la selección absoluta | Goles como internacional con la selección absoluta | Goles como internacional con la selección absoluta | Goles como internacional con la selección absoluta | Goles como internacional con la selección absoluta |
| N.º                                                | Fecha                                              | Estadio                                            | Rival                                              | Gol                                                | Resultado                                          | Competición                                        |
| -------------------------------------------------- | -------------------------------------------------- | -------------------------------------------------- | -------------------------------------------------- | -------------------------------------------------- | -------------------------------------------------- | -------------------------------------------------- |
| 1.                                                 | 15 de noviembre de 2019                            | Ramón de Carranza, Cádiz                           | Malta                                              | 5-0                                                | 7-0                                                | Clasificación a la Eurocopa 2020                   |
| 2.                                                 | 28 de marzo de 2021                                | Borís Paichadze, Tiflis                            | Georgia                                            | 1-2                                                | 1-2                                                | Clasificación al Mundial 2022                      |
| 3.                                                 | 31 de marzo de 2021                                | La Cartuja, Sevilla                                | Kosovo                                             | 1-0                                                | 3-1                                                | Clasificación al Mundial 2022                      |
| 4.                                                 | 26 de marzo de 2022                                | RCDE Stadium, Cornellá de Llobregat                | Albania                                            | 2-1                                                | 2-1                                                | Amistoso                                           |
| 5.                                                 | 23 de noviembre de 2022                            | Al Thumama, Doha                                   | Costa Rica                                         | 1-0                                                | 7-0                                                | Mundial 2022                                       |
| 6.                                                 | 25 de marzo de 2023                                | La Rosaleda, Málaga                                | Noruega                                            | 1-0                                                | 3-0                                                | Clasificación a la Eurocopa 2024                   |
| 7.                                                 | 8 de septiembre de 2023                            | Borís Paichadze, Tiflis                            | Georgia                                            | 0-3                                                | 1-7                                                | Clasificación a la Eurocopa 2024                   |
| 8.                                                 | 26 de marzo de 2024                                | Santiago Bernabéu, Madrid                          | Brasil                                             | 2-0                                                | 3-3                                                | Amistoso                                           |
| 9.                                                 | 30 de junio de 2024                                | Estadio Rhein Energie, Colonia                     | Georgia                                            | 4-1                                                | 4-1                                                | Eurocopa 2024                                      |
| 10.                                                | 5 de julio de 2024                                 | MHPArena, Stuttgart                                | Alemania                                           | 1-0                                                | 2-1                                                | Eurocopa 2024                                      |
| 11.                                                | 9 de julio de 2024                                 | Allianz Arena, Múnich                              | Francia                                            | 2-1                                                | 2-1                                                | Eurocopa 2024                                      |

### Tripletes
| Partidos en los que marcó 3 goles o más | Partidos en los que marcó 3 goles o más | Partidos en los que marcó 3 goles o más | Partidos en los que marcó 3 goles o más | Partidos en los que marcó 3 goles o más | Partidos en los que marcó 3 goles o más | Partidos en los que marcó 3 goles o más | Partidos en los que marcó 3 goles o más |
| #                                       | Fecha                                   | Lugar                                   | Equipo                                  | Rival                                   | Goles                                   | Resultado                               | Competición                             |
| --------------------------------------- | --------------------------------------- | --------------------------------------- | --------------------------------------- | --------------------------------------- | --------------------------------------- | --------------------------------------- | --------------------------------------- |
| 1                                       | 12.8.2023                               | Allianz Arena, Múnich                   | R. B. Leipzig                           | Bayern Múnich                           | Gol · Gol · Gol                         | 0 - 3                                   | Supercopa de Alemania 2023              |

## Palmarés

### Títulos nacionales
| Título                     | Club                   | País     | Año  |
| -------------------------- | ---------------------- | -------- | ---- |
| Prva HNL                   | G. N. K. Dinamo Zagreb | Croacia  | 2015 |
| Copa de Croacia            | G. N. K. Dinamo Zagreb | Croacia  | 2015 |
| Prva HNL                   | G. N. K. Dinamo Zagreb | Croacia  | 2016 |
| Copa de Croacia            | G. N. K. Dinamo Zagreb | Croacia  | 2016 |
| Prva HNL                   | G. N. K. Dinamo Zagreb | Croacia  | 2018 |
| Copa de Croacia            | G. N. K. Dinamo Zagreb | Croacia  | 2018 |
| Prva HNL                   | G. N. K. Dinamo Zagreb | Croacia  | 2019 |
| Supercopa de Croacia       | G. N. K. Dinamo Zagreb | Croacia  | 2019 |
| Prva HNL                   | G. N. K. Dinamo Zagreb | Croacia  | 2020 |
| Copa de Alemania           | R. B. Leipzig          | Alemania | 2022 |
| Copa de Alemania           | R. B. Leipzig          | Alemania | 2023 |
| Supercopa de Alemania      | R. B. Leipzig          | Alemania | 2023 |
| Supercopa de España        | F. C. Barcelona        | España   | 2025 |
| Copa del Rey               | F. C. Barcelona        | España   | 2025 |
| Primera División de España | F. C. Barcelona        | España   | 2025 |

### Títulos internacionales
| Título                      | Equipo                       | Sede                | Año  |
| --------------------------- | ---------------------------- | ------------------- | ---- |
| Eurocopa Sub-21             | Selección de España (sub-21) | Italia · San Marino | 2019 |
| Juegos Olímpicos            | Selección de España (sub-23) | Tokio               | 2020 |
| Liga de Naciones de la UEFA | Selección de España          | Países Bajos        | 2023 |
| Eurocopa                    | Selección de España          | Alemania            | 2024 |

### Distinciones individuales
| Distinción                                      | Año  |
| ----------------------------------------------- | ---- |
| Jugador del año en Croacia                      | 2018 |
| Mejor jugador de la final de la Eurocopa Sub-21 | 2019 |
| Máximo goleador de la Eurocopa                  | 2024 |